# Equazione di Kanner
L'equazione di Kanner è una formula ricorrente che consente di calcolare la sequenza dei valori della riserva matematica {\displaystyle \ _{t}V_{x}}, partendo dal tempo 0, espressa dall'identità seguente:
{\displaystyle \ (_{t}V_{x}+P)\cdot (1+i)=(1-_{t+1}V_{x})\cdot q_{x+t}+_{t+1}V_{x}=_{t}P_{x}^{(s)}+_{t}P_{x}^{(r)}=P}
A questo risultato si giunge facendo alcune considerazioni: dopo t anni di contratto di assicurazione, affinché sia garantito l'equilibrio attuariale, la riserva matematica ad inizio dell'anno t più il premio corrisposto in via anticipata per l'individuo di età x devono uguagliare in media l'impegno dell'assicuratore.
Esso può essere pari al valore della riserva matematica per l'anno successivo in caso di sopravvivenza oppure al pagamento del capitale in caso morte.
Dunque:
{\displaystyle \ (_{t}V_{x}+P)=_{1}E_{x+t}\cdot _{t+1}V_{x}+_{/1}A_{x+t}=vp_{x+t}\cdot _{t+1}V_{x}+vq_{x+t}}
moltiplicando per (1+i) ambo i membri e scrivendo {\displaystyle \ p_{x+t}=1-q_{x+t}}:
{\displaystyle \ (_{t}V_{x}+P)\cdot (1+i)=(1-q_{x+t})\cdot _{t+1}V_{x}+q_{x+t}}
dove:
{\displaystyle \ _{t}P_{x}^{(s)}=v_{t+1}V_{x}-_{t}V_{x}} è il premio di risparmio
{\displaystyle \ _{t}P_{x}^{(r)}=vq_{x+t}(1-_{t+1}V_{x})} è il premio di rischio,
{\displaystyle \ 1-_{t+1}V_{x}} il capitale sotto rischio.
Il premio di rischio è la componente del premio annuo che "finanzia" la copertura del capitale sotto rischio senza contribuire alla formazione della riserva matematica.
Il premio di risparmio, invece, è impiegato per la costituzione della riserva matematica prospettiva, che può essere vista come il montante finanziario dei premi di risparmio versati dal contraente.